# Sabra (person)
Sabra är ett informellt namn på en jude född i Israel eller i av Israels kontrollerade områden. Det var först en nedsättande term som användes av nyinflyttade judar på de som var födda och uppvuxna i Osmanska rikets Palestina eller Brittiska Palestinamandatet. Det skedde en värdeförflyttning under 1930-talet och en sabra sågs som en hjälte som kunde området och var stark, självständig och heroisk. Istället sågs de som levt i diasporan som veka och försvarslösa. Efter Israels självständighet fortsatte man att kalla en judisk person, som fötts i Israel, för sabra.
Uttrycket kommer från fikonkaktusens hebreiska namn tzabar som har en frukt med ett tjockt skal och vars innanmäte är mjukare och sött.